# 1,1,2,2-tetrabromoetano
El tetrabromoetano (TBE) es un hidrocarburo halogenado, Con fórmula química C2H2Br4. Aunque tres átomos de bromopueden unirse a uno de los átomos de carbono creando 1,1,1,1,2-tetrabromoetano, esto no es termodinámicamente favorable, así que en la práctica el tetrabromoetano es igual al 1,1,2,2-tetrabromoetano, donde cada átomo de carbono une dos átomos de bromo.
Tiene una densidad inusualmente alta para un compuesto orgánico, cerca de 3 g/mL, debido en gran parte a los cuatro átomos de bromo El TBE es un líquido a temperatura ambiente, y se utiliza para separar minerales de su roca de apoyo por medio de la flotación preferencial. La arena, la caliza, la dolomita y otros tipos de material rocoso flotarán en el TBE, mientras que minerales como la esfalerita, la galena y la pirita se hundirán. Un compuesto relacionado, el bromoformado, también se utiliza a veces en estas aplicaciones, sin embargo, el TBE es más práctico debido a su mayor rango de líquido y menor presión de vapor. Se sabe que se ha producido envenenamiento agudo por TBE.